# Афинагор из Милета
Афинагор (др.-греч. Ἀθηναγόρας; IV век до н. э.) — командир наёмников на службе правителя Египта Птолемея. Участвовал, по поручению Птолемея, в обороне Родоса 305—304 годов до н. э.

## Оборона Родоса
Во время осады Родоса 305—304 годов до н. э. войсками Антигона под командованием Деметрия Полиоркета царь Египта Птолемей поддерживал жителей осаждённого города. Несмотря на осаду и численное преимущество, Деметрий не смог обеспечить полную блокаду со стороны моря. Родос периодически получал помощь от врагов Антигона. Первый военный отряд, который прибыл в Родос от Птолемея, состоял из 500 наёмников, по происхождению преимущественно родосцев, под командованием милетянина Афинагора.
С Афинагором связался Деметрий, в надежде, что тот поможет ему захватить город. Афинагор притворно согласился и даже назначил место встречи, где можно было бы обсудить детали очередного штурма. Деметрий, понадеявшись на Афинагора, отправил на встречу военачальника Александра. Однако, Афинагор раскрыл детали переговоров с Деметрием на заседании городского совета. Александра схватили, а Афинагора увенчали золотой короной. Также из городской казны ему выделили пять талантов серебра.
А. Брессон отмечал, что в описываемое время большое количество осад заканчивались вследствие измены кого-то из осаждённых. Богатые подарки Афинагору были не только знаком благодарности, но и сигналом потенциальным предателям со стороны городского совета. Родосцы показывали, что выгоднее сохранить верность городу, чем перейти на сторону врага.